# Engstlenalp

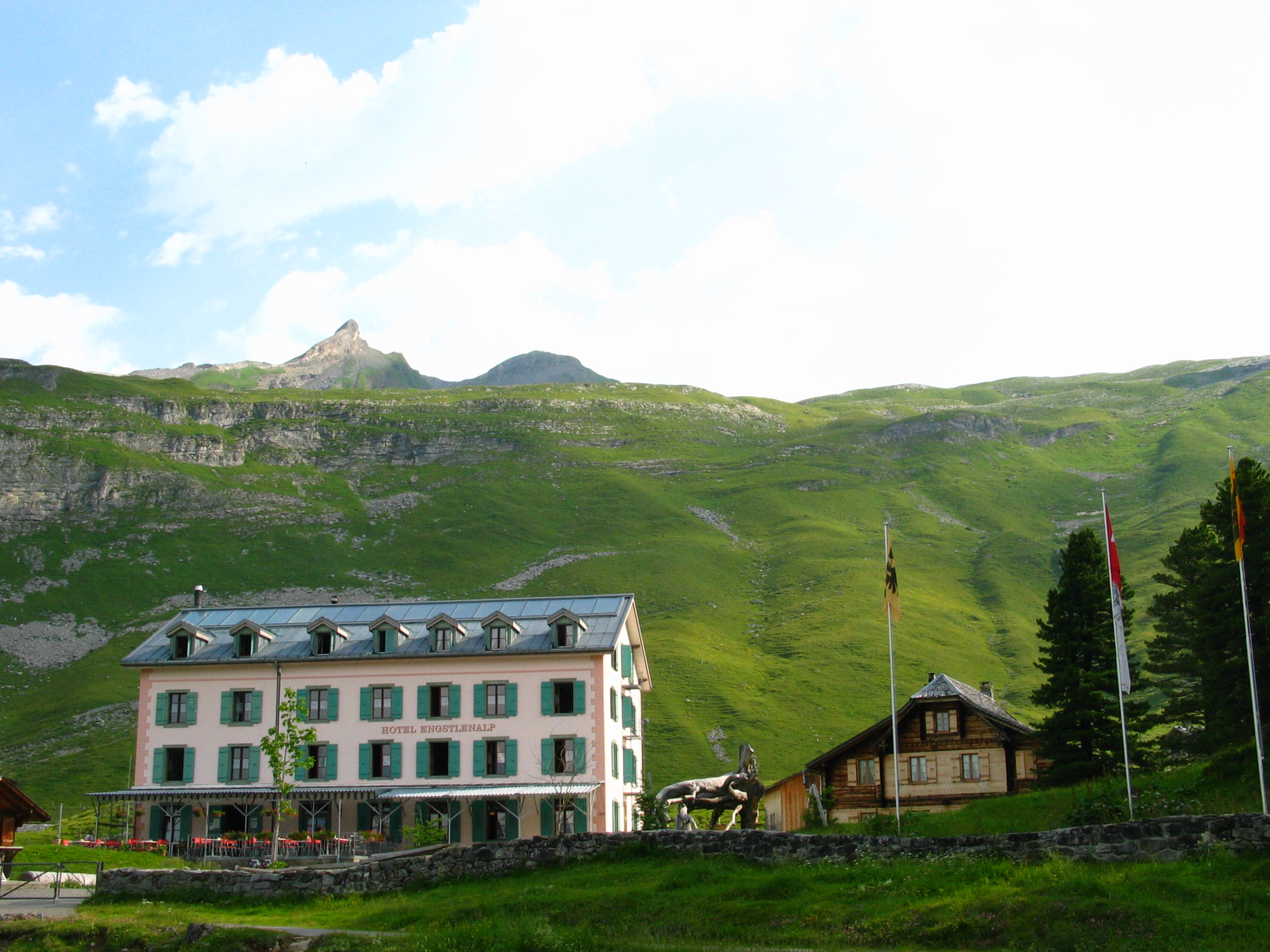
Hotel Engstlenalp

Die Engstlenalp ist eine Hochalp auf einer Höhe von 1834 m ü. M. in der Gemeinde Innertkirchen im Kanton Bern in der Schweiz.

## Situation

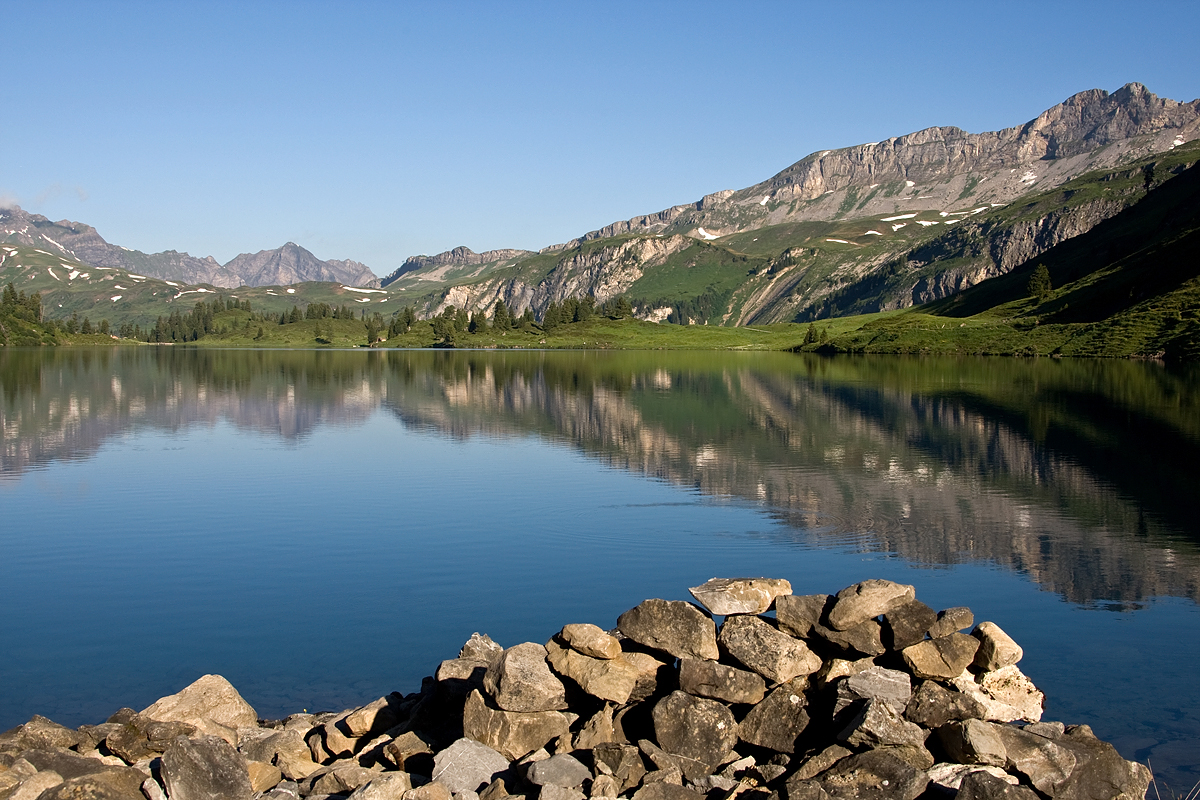
Engstlensee

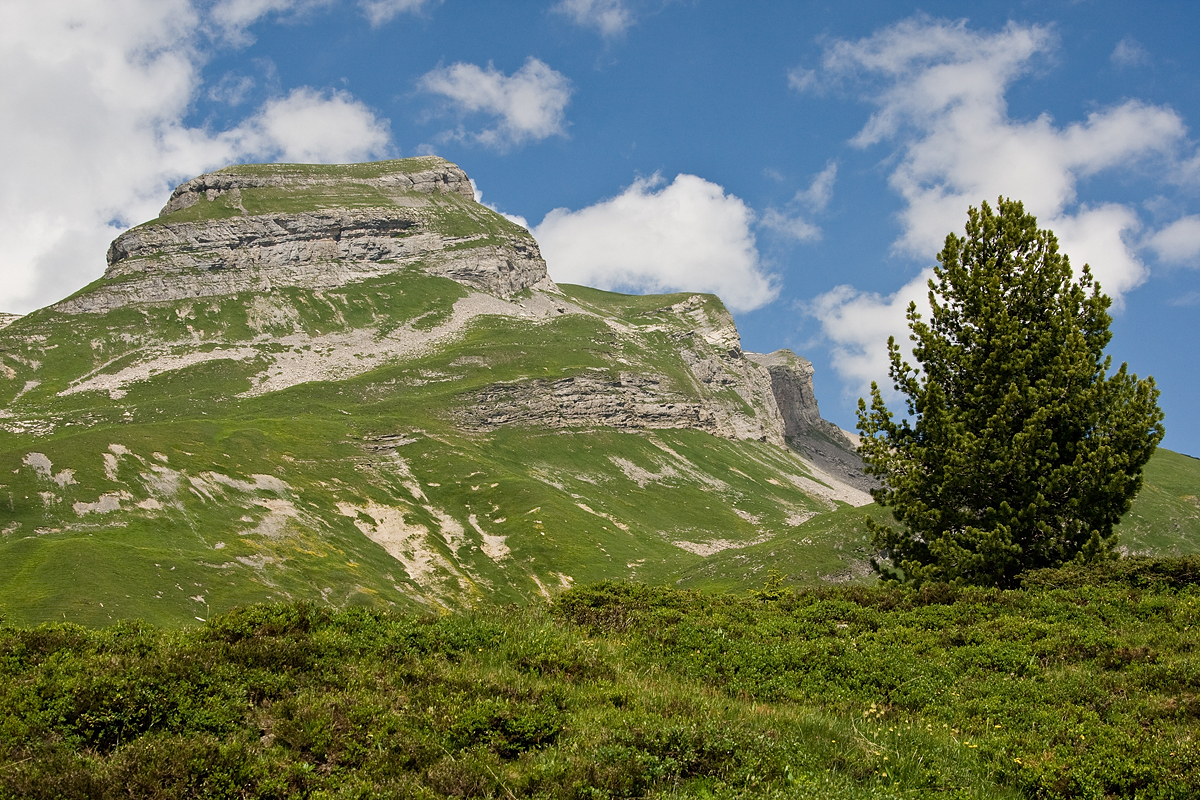
Blick von der Engstlenalp zum nördlich gelegenen Gwärtler

Die Engstlenalp mit dem Engstlensee liegt am Ende des Gentals im Berner Oberland angrenzend an die Kantone Obwalden und Nidwalden. Die Alp ist im Norden, Osten und Süden umgeben von den Bergen Gwärtler (2421 m ü. M.), Graustock (2662 m ü. M.), Schafberg (2522 m ü. M.), Jochstock (2563 m ü. M.), Titlis (3238 m ü. M.), Reissend Nollen (3002 m ü. M.), Wendenstöcke (Gross Wendestock 3042 m ü. M. und Chlyn Wendestock 2957 m ü. M.), Pfaffenhüöt (3009 m ü. M.) und Mären (2970 m ü. M.) (im Uhrzeigersinn, beginnend im Norden). 
Auf dem Gelände gibt es mehrere Alpgebäude, ein Hotel und einen grossen Parkplatz. Wegen seiner Lage zwischen dem vergletscherten Titlis und der eindrücklichen Bergkulisse sowie der vielfältigen Flora wurde das Gebiet 1973 unter Naturschutz gestellt.

## Nutzung und Veranstaltungen
An dem See können Boote gemietet werden, und im See wird geangelt. Neben den Wanderwegen bestehen auch Möglichkeiten für Mountainbiker. Im Sommer kann der Engstlensee im Rahmen der 4-Seen-Wanderung Melchsee–Tannensee–Engstlensee–Trüebsee erwandert werden. Im Winter ist die Engstlenalp Startpunkt für Skitouren und Schneeschuhwanderungen beispielsweise zum Jochpass, zum Schafberg oder zum Graustock. 
Die Engstlenalp war seit dem Frühmittelalter ein wichtiger Stützpunkt und Umschlagplatz im Saumverkehr über den Jochpass. Jährlich findet auf der Engstlenalp ein Schwing- und Älplerfest statt.

## Verkehrsanbindung
Das Gental ist eine Sackgasse, es gibt keinen Durchgangsverkehr. Von Meiringen über Innertkirchen fuhr bis 2017 ein Postauto durch das Gental bis zur Engstlenalp, die Verbindung wurde jedoch aus Kostengründen eingestellt. Mit dem Auto kann von der Strasse von Innertkirchen zum Sustenpass über die schmale Strasse durch das Gental die Alp erreicht werden. Ab dem Restaurant Wagenkehr verlangt die Weggenossenschaft Mühletal-Engstlenalp eine Strassenbenützungsgebühr für Kraftfahrzeuge. Vom Trüebsee im Titlis-Gebiet führt ein Sessellift über den Jochpass bis zum Engstlensee. Erreichbar ist die Engstlenalp auch zu Fuss über zahlreiche Wanderwege.